# Paloma Gómez Carrasco
Paloma Gómez Carrasco (Santiago de Chile, 22 de octubre de 1979) es una artista visual chilena, dedicada a la pintura y la fotografía. Su trabajo se desplaza entre ambas disciplinas, desafiando sus límites. En formatos figurativos o abstractos recurre a la mancha y la evasión, con desplazamientos surge el agua, las sombras, el marco y otros elementos cotidianos que van articulando un nuevo lenguaje entre el espacio y los cuerpos humanos.  

## Formación
Los estudios de Gómez Carrasco comenzaron con una Licenciatura en Artes Visuales en la Universidad de Chile, posteriormente, en 2005 se traslada a España donde siguió un Magíster en Fotografía en la Universidad Politécnica de Valencia, lugar donde consolidó su sello artístico personal. Actualmente destaca como investigadora y docente en la carrera de Arte y Gestión Cultural de Instituto Profesional Aiep y continúa desarrollando tanto talleres como su trabajo productivo como artista visual. También se desempeña en el sector publicitario y editorial.

## Producción artística
La artista comparte generación con Katerine Gutiérrez, Florencia Grisanti y autores como Pablo Ferrer, Jorge Cabieses, Sebastian Jatz y Cristian Giovane, quienes dinamizan la producción contemporánea del país.  
La propuesta artística de Paloma Gómez, en particular, busca abrir nuevos horizontes sensibles, así señala que: "Como artista visual mi objetivo es desarrollar un trabajo que represente a las personas y el lugar que habitan, creando un mundo entre lo imaginario y lo perceptivo". Inclusive puntualiza que: "todo lo que tenga relación con la vida de los seres humanos se vuelve relevante", con lo que establece una disposición a trabajar la dimensión humana en todos sus registros. 
Su práctica artística profesional, en cambio, deambula y rompe los límites tradicionales, donde explica:

"Dibujo pintando y pinto dibujando. 

En la lógica de un artista se trata de un lenguaje gestual, corporal, físico, primitivo y con el gran potencial de crear imágenes".

La exploración entre las imágenes y las distintas materialidades marcan su trabajo artístico. En las actividades desarrolladas al interior del Museo de Arte Moderno Chiloé, encontró la espesura del territorio sureño que le permitió conectarse con el árbol del maqui además de los "territorios, costumbres y gente de Chiloé". El maqui, una especie arbórea provee de un fruto rojo, una baya, que ha sido alimento ancestral para esas comunidades. Hoy en día es considerado un superalimento por sus propiedades antioxidantes, sin embargo, el uso dado por Paloma Gómez persigue su coloración y textura para explorar su potencial en el arte y en el papel.

## Exposiciones
- 2019: "11ª Muestra Regional de Arte Contemporáneo + Colección" en el Museo de Arte Moderno Chiloé.
- 2018: "Pulso Fugaz" en la Sala de Arte Aiep.
- 2016: "Nocturno de Santiago" en Galería Luciérnaga. (enlace roto disponible en Internet Archive; véase el historial, la primera versión y la última).
- 2016: "The Other America & Made in Chile" en Long Island, Nueva York.
- 2014: "Habitar" en el Centro Cultural Estación Mapocho.
- 2013: "Políticamente Incorruptos" en Galería Imprevisual de Valencia.
- 2012: "Travesía / tiempos híbridos" en Galería Espacio de Valencia Archivado el 8 de agosto de 2020 en Wayback Machine..
- 2011: "Artistas por la Declaración Universal de los Derechos Humanos" en Sala de Exposiciones Ibercaja de Valencia.
- 2011: "Arte para la libertad" en Universidad Católica de Valencia.